# William Phillips junior
William Phillips Jr. (* 10. April 1750 in Boston, Province of Massachusetts Bay; † 26. Mai 1827 ebenda) war ein US-amerikanischer Politiker. Zwischen 1812 und 1823 war er Vizegouverneur des Bundesstaates Massachusetts.

## Werdegang
William Phillips entstammte der in Massachusetts bekannten Phillips-Familie, der auch der frühere Vizegouverneur Samuel Phillips angehörte, mit dem er zusammen mit anderen Familienmitgliedern beigesetzt wurde. Sein Enkel war der Kongressabgeordnete Samuel H. Walley. Andere Familienmitglieder bekleideten verschiedene politische Ämter auf Staatsebene. Er besuchte die Boston Latin School, die er aber aus gesundheitlichen Gründen vorzeitig abbrach. Dann arbeitete er mit seinem gleichnamigen Vater zusammen, der ein reicher Kaufmann war und nach seinem Tod im Jahr 1804 seinem Sohn ein beträchtliches Vermögen hinterließ. Politisch wurde Phillips Mitglied der Föderalistischen Partei. Zwischen 1804 und 1827 war er Präsident der Bank of Massachusetts. Von 1821 bis 1827 fungierte er auch als Kuratoriumsmitglied bei der Phillips Academy, die von Samuel Phillips gegründet worden war. Er war auch zwischen 1814 und 1826 der erste Präsident des Massachusetts General Hospital.
1812 wurde Phillips an der Seite von Caleb Strong zum Vizegouverneur von Massachusetts gewählt. Dieses Amt bekleidete er nach mehreren Wiederwahlen zwischen 1812 und 1823. Dabei war er Stellvertreter des Gouverneurs. Seit 1816 diente er unter dem neuen Gouverneur John Brooks. Phillips wurde auch dadurch bekannt, dass er eine Einladung an alle Gouverneure der Neuenglandstaaten zur Hartford Convention schrieb. Dort wollten diese Staaten und vor allem die Föderalisten ihren Protest gegen den Britisch-Amerikanischen Krieg zum Ausdruck bringen. Es wurde dann sogar über eine Abspaltung von der Union diskutiert, zu der es dann aber nicht kam. William Phillips starb am 26. Mai 1827 in Boston. Er vermachte einen großen Teil seines Vermögens der Phillips Exeter Academy und dem Andover Theological Seminary.